# Conseiller fiscal
Un conseiller fiscal aide les particuliers et entreprises à s'y retrouver dans la réglementation fiscale, pour leur permettre de :
- les assister dans leurs opérations et l'établissement de leurs déclarations pour être en règle avec le fisc ;
- argumenter avec l'administration fiscale en cas de litige ou de contentieux ;
- identifier les incidences fiscales de leur situation et décisions économiques afin d'optimiser leurs impôts et taxes.

Le conseiller fiscal peut être soit indépendant soit travailler dans le cadre d'un cabinet d'experts comptables ou d'une société de gestion de patrimoine.

## France
En France, bien que non obligatoire, la plupart des conseillers fiscaux travaillant en cabinet d'avocats ont le titre d'avocat.

## États-Unis
Aux États-Unis, il est courant, même pour un particulier, de passer par un conseiller fiscal pour établir sa déclaration de revenus (qui peut comporter plus de vingt pages). Les honoraires de celui-ci sont cependant intégralement déductibles du revenu déclaré.